# Monarquistas (independência da América Espanhola)
Os monarquistas (em castelhano: realistas) eram o povo da América espanhola (principalmente povos nativos e indígenas)   e europeus que lutaram para preservar a integridade da monarquia espanhola durante as guerras de independência hispano-americanas.
Nos primeiros anos do conflito, quando o rei Fernando VII estava prisioneiro na França, os monarquistas apoiaram a autoridade nas Américas da Junta Suprema Central da Espanha e das Índias e das Cortes de Cádiz, que governaram em nome do rei durante a Guerra Peninsular. Durante o Triênio Liberal em 1820, após a restauração de Fernando VII em 1814, os monarquistas se dividiram entre absolutistas, aqueles que apoiavam sua insistência em governar sob a lei tradicional, e liberais, que buscavam restabelecer as reformas promulgadas pelas Cortes de Cádiz.